# Marouan Azarkan
Marouan Azarkan, né le 8 décembre 2001 à Rotterdam aux Pays-Bas, est un footballeur néerlando-marocain qui joue au poste d'ailier droit à Al Nasr SC.

## Biographie
Marouan Azarkan naît à Rotterdam au sein d'une famille marocaine. Il grandit dans le quartier de Spangen et est inscrit dès son plus jeune âge dans les clubs amateurs du RVV Neptunus et le GLZ Delfshaven, des clubs basés dans sa ville natale.

### Formation au Feyenoord (2012-2023)
En 2012, alors qu'il est âgé de dix ans, il intègre le centre de formation du Feyenoord Rotterdam.
Le 2 mai 2019, il signe son premier contrat professionnel, allant jusqu'en 2021.
Le 15 septembre 2019, il fait ses débuts professionnels en entrant en jeu face à l'ADO La Haye en Eredivisie (victoire, 3-2). Il remplace Luis Sinisterra à la 72e minute selon les choix de son entraîneur Jaap Stam.
Le 10 août 2022, le club annonce la prolongation de son contrat jusqu'en 2023.

#### Prêt au NAC Breda (2021)
Le 1 février 2021, il est prêté pour la durée d'une saison au NAC Breda.
Il dispute son premier match le 12 février 2021 face au FC Eindhoven (victoire, 2-1). Le 3 mai, il reçoit sa première titularisation face au NEC Nimègue (victoire, 0-2).
Il dispute au total huit matchs en deuxième division néerlandaise et trois matchs en Coupe des Pays-Bas.

#### Prêt au SBV Excelsior (depuis 2021)
Le 9 août 2021, il est de nouveau prêté au SBV Excelsior en deuxième division néerlandaise.
Le 13 août 2021, il dispute son premier match avec le club en étant titularisé contre le Roda JC (victoire, 1-2). Deux semaines plus tard, il inscrit son premier but contre les Jong Ajax (victoire, 1-2).
En fin de saison 2021-22, le club finit par être promu en Eredivisie avec le FC Emmen et le FC Volendam,.
Lors de la saison 2022-23, il devient un titulaire indiscutable dans le club et réalise une remarquable saison, parvenant à être courtisé en fin de saison par le Toulouse FC,. Il intéresse alors également le FC Utrecht et le FC Twente,.

### FC Utrecht (2023-2024)
Le 15 juin 2023, Azarkan signe un contrat de quatre ans au FC Utrecht.

### Al Nasr SC (depuis 2024)
Le 10 juillet 2024, il signe un contrat de deux ans à Al Nasr SC.

### Carrière internationale
Possédant la double nationalité néerlandaise et marocaine, a l'embarras du choix entre son pays natal et le pays de ses parents.
Il prend part à plusieurs sélections avec les catégories des U15, U16, U18 et U19 néerlandais.